# ژل دوش

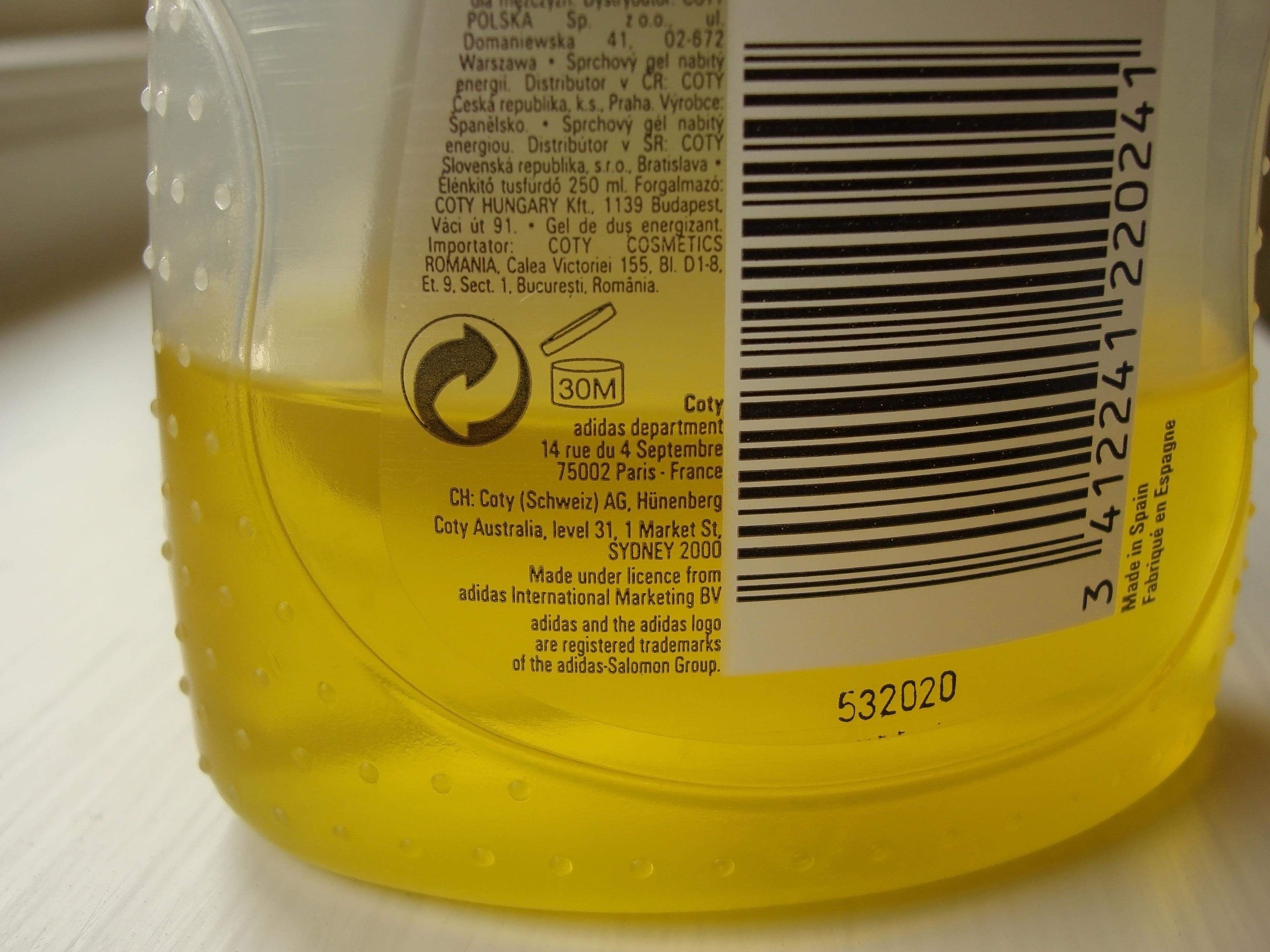
یک بطری ژل دوش

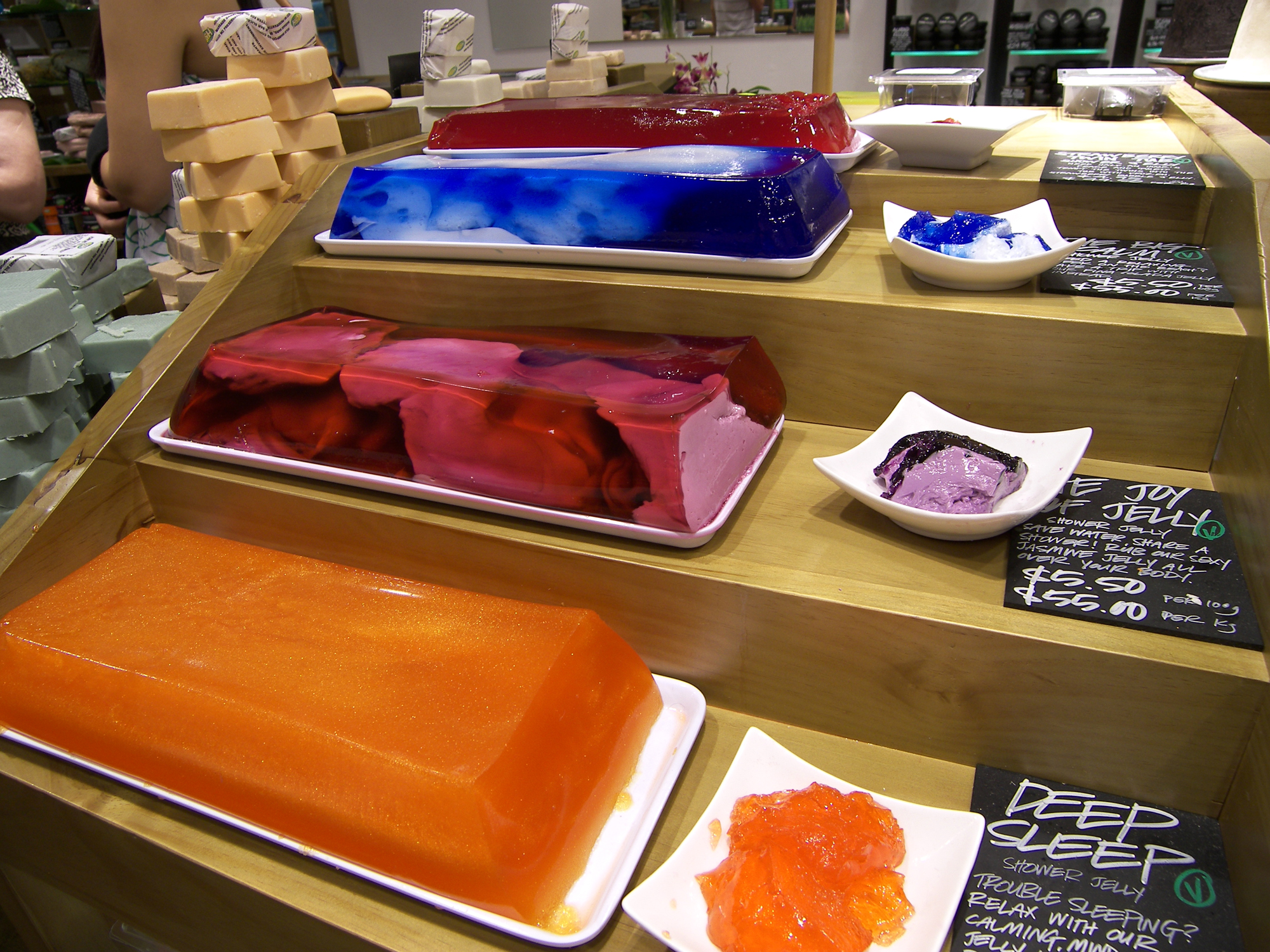
ژل‌های دوش

ژل دوش (همچنین کرم دوش، تن شوی یا شامپوی بدن) یک فراورده مایع ویژه است که برای پاکیزه کردن تن در هنگام دوش گرفتن به کار می‌رود. با صابون‌های مایع اشتباه گرفته نشود، ژل‌های دوش، در حقیقت، حاوی روغن صابون نیستند. به جایش، شوینده‌های مصنوعی گرفته شده از منبع‌های نفتی یا گیاهی را به کار می‌برد.
تن شوی‌ها و ژل‌های دوش ارزش pH پایین‌تری دارند از صابون ترادادی که همچنین به احساس کردن خشک‌کنندگی کم‌تری به پوست شناخته شده‌است. در موارد مشخص، استئارات سدیم به ترکیب شیمیایی اضافه می‌شود تا یک ورژن جامدی از ژل دوش بیافریند.